# پارچین (اردبیل)
پارچین یک منطقهٔ مسکونی در ایران است که در دهستان یورتچی شرقی واقع شده‌است. پارچین ۹۵ نفر جمعیت دارد.